# 埃斯卡米利亚
埃斯卡米利亚，是西班牙卡斯蒂利亚-拉曼恰瓜达拉哈拉省的一个市镇。总面积39平方公里，总人口107人（2001年），人口密度3人/平方公里。